# Andreas Michalakopoulos
Andreas Michalakopoulos (in greco Ανδρέας Μιχαλακόπουλος; Patrasso, 1876 – Atene, 7 marzo 1938) è stato un politico greco, che ha ricoperto la carica di primo ministro dal 7 ottobre 1924 al 26 giugno 1925.

## Biografia
Michalakopoulos fu un esponente di spicco del Partito Liberale greco (in greco Κόμμα Φιλελευθέρων - letteralmente "Partito dei liberali" ma comunemente tradotto come "Partito liberale") ed un oppositore della dittatura militare di Ioannis Metaxas (in greco Ιωάννης Μεταξάς).